# Kituwa
Kituwa, Kituwah, Keetoowah eller Gituwa, var en tidligere cherokesisk bebyggelse i North Carolina, USA. Cherokesernes legender regner den som deres oprindelige bosættelse i området, og dermed den helligste by. Den er en af de syv "moderbyer", som stammen havde. Byen har givet navn til en af dialekterne på cherokesisk, gituwa eller middle cherokee.

## Geografi
Bebyggelsen, der nu er forsvundet, lå i Swain County i det vestlige North Carolina i udkanten af den nuværende by, Bryson City, og lige uden for grænserne af Qualla Boundary, området, hvor Eastern Band of Cherokee Indians har hjemme. Kituwa lå ved bredden af Tucksasegee River.
I dag er det eneste spor af bebyggelsen en lav forhøjning i græsset, ca. 1,5 m høj og 52 m i diameter. Den kan være svær, at få øje på, med mindre man ved, at den er der. Set fra landevejen (U.S. Route 19) ligger den bag såvel startbanen til en mindre sportsflyveplads, en jernbanelinje og nogle bygninger. En Historical Marker ved landevejen fortæller om stedet. Højen har oprindeligt været højere, men afbrænding af vegetationen på den, og gentagne overpløjninger, mens området blev brugt til landbrug har reduceret højen til den nuværende størrelse.

## Historie
Ved Kituwa ligger en jordhøj, som menes sat være bygget af medlemmer af Mississippikulturen omkring år 1000. Cherokeserne mener, at det var deres forfædre, der byggede højen, men da stammens legender ikke stemmer overens med hovedparten af arkæologer/historikere, som mener at stammen først kom til området mellem 1300 og 1500, er der ikke enighed her.
Enkelte nyere forskere støtter imidlertid stammens overbevisning om, at være kommet til området langt tidligere end ellers antaget. . På jordhøjen opførte cherokeserne deres hellige hytte (rådshytten), hvor den hellige flamme brændte. Denne flamme måtte aldrig gå ud, og ved en årlig højtidelighed tændte man en ny flamme ved den gamle.
Omkring den hellige hytte etablerede stammen så det, den selv anså som dens første by i det område, den kaldte sit. Indbyggerne i byen øvede stor indflydelse på andre cherokeserbebyggelser langs floderne Tucksasegee og Little Tennessee. Indbyggerne blev kaldt anikituhwagi (menneskene/folket fra Kituwa]. Nogle af de, der taler cherokesisk i dag, hævder at vide, hvad Kituwa egentlig betyder, men på grund af den hellige betydning, vil de ikke fortælle det til udenforstående. Det var her, Skaberen gav stammen dens love, og den første hellige ild.
En af indbyggernes opgaver var at forsvare stammen mod angreb fra nord, og efterhånden blev byens navn synonymt med hele stammen. Dette ses i dag af, at en af tre føderalt anerkendte cherokesergrupper kalder sig United Keetoowah Band of Cherokee Indians. Byen blev også centrum for et netværk af handelsveje, der forbandt den, dels med andre cherokeserbyer, dels med andre stammer.
Under den engelsk-cherokesiske krig fra 1758 til 1761, blev byen ødelagt af tropper under den britiske general James Grant. Byens indbyggere flygtede mod vest, hvor de slog sig ned i Mialoquo ved Little Tennessee River, blandt den del af stammen, der var kendt som Overhill eller Upper Cherokees. Byen blev aldrig genopbygget, og i 1820'erne mistede stammen kontrollen med det område, hvor den havde ligget, da stammen måtte afgive land til USA.

### Nutiden
I 1996 fik stammen kontrollen over deres "moderby" tilbage, da Eastern Band of Cherokee Indians købte et område på 1,25 km2, som blandt andet omfattede det område, hvor byen havde ligget. I 1997 blev der gennemført en arkæologisk undersøgelse af området. Denne viste at landsbyen inden udslettelsen i 1750'erne havde dækket et areal på 260.000 m2. De mange fund, der blev gjort, indikerer at området har været beboet gennem lang tid. Nye arkæologiske undersøgelse blandt andet med gradiometerudstyr, har afsløret 15 grave, og det antages, at der kan være op til 1.000 grave i området. Undersøgelsen afslørede også en mængde ildsteder, hvor af et i centrum af bebyggelsen, som muligvis kan forbindes med den hellige ild.
Siden stammen fik området tilbage, har man debatteret hvordan området skulle anvendes. Nogle stammemedlemmer vil udvikle området, så det kan bruges af samfundet i Qualla Boundary.
Disse fund har fået nogle stammemedlemmer til at mene, at området kun kan anvendes til formål, der tager hensyn til områdets hellige natur. Der er planer om at bruge området til et center for åndelig wellness og spirituelle tanker. Stammen har allerede sponseret opførelsen af to steder, hvor unge mennesker kan lære om stammens traditionelle måde at udtrykke åndelighed på.